# Scopula coenona
Scopula coenona là một loài bướm đêm trong họ Geometridae.